# Jennifer Lawrence
Jennifer Shrader Lawrence (Louisville, Kentucky, 15. kolovoza 1990.) američka je filmska i televizijska glumica. Imala je glavne uloge u TBS-ovoj seriji The Bill Engvall Show i u nezavisnim filmovima Ravnica u plamenu i Zimska kost, za koji je dobila brojne pohvale i nominaciju za Oscar za najbolju glavnu glumicu. S 20 godina postala je druga najmlađa glumica koja je bila nominirana za tu nagradu. Veću popularnost stekla je ulogom Mystique (Raven Darkhölme) 2011. godine u filmu  X-Men: First Class Najpoznatija je po ulozi Katniss Everdeen u filmu Igre gladi, adaptaciji prve knjige trilogije Igre gladi koju je napisala Suzanne Collins. Uspjeh je nastavila i u idućim nastavcima tog serijala - Igre gladi: Plamen (2013.), Igre gladi: Šojka rugalica - 1. dio (2014.) i Igre gladi: Šojka rugalica - 2. dio (2015.).
2013. godine Jennifer je dobila nagradu Oscar za najbolju glavnu glumicu za svoju ulogu u filmu  U dobru i zlu. Iste godine izlazi i film Američka prevara u kojem Jennifer glumi ulogu Rosalyn Rosenfeld i za nju dobiva svoju treću nominaciju za Oscar (ovoga puta za najbolju sporednu glumicu).
2014. godine glumi u filmu X-Men: Days of Future Past, a 2016. u idućem nastavku X-Men: Apocalypse. Jennifer će glumiti ulogu Mystique i u idućem nastavku X-Men sage "X-Men: The Dark Phoenix".
Godine 2015. glumi glavnu ulogu u filmu Joy, snimljenom po istinitoj životnoj priči Joy Mangano. Za tu ulogu Jennifer je opet nominirana za nagradu Oscar.
Krajem 2016. godine pridružuje se Chrisu Prattu u filmu  Putnici gdje joj je pripala glavna uloga Aurore Lane.
Jennifer trenutno radi na nekoliko novih projekta, među kojima su i filmovi "Mother" i "Red Sparrow", koji će svjetlo dana ugledati u jesen 2017. godine. 

## Filmografija
| Godina      | Naziv                             | Uloga | Bilješke                        |
| ----------- | --------------------------------- | --- | ------------------------------- |
| 2006.       | Company Town                      | Caitlin | televizijski film               |
| 2006.       | Monk                              | Maskota | jedna epizoda                   |
| 2007.       | Zaboravljeni slučaj               | Abby Bradford | jedna epizoda                   |
| 2007        | The Donald Gray Show              | Pomamna djevojka | televizijski film               |
| 2007. – 08. | Medium                            | Claire Chase/mlada Allison | dvije epizode; drugačiji likovi |
| 2007. – 09. | The Bill Engvall Show             | Lauren Pearson |                                 |
| 2008.       | Garden Party                      | Tiff |                                 |
| 2008.       | The Poker House                   | Agnes |                                 |
| 2008.       | Ravnica u plamenu                 | Mariana |                                 |
| 2009.       | Devil You Know                    | mlada Zoe |                                 |
| 2010.       | Zimska kost                       | Ree Dolly |                                 |
| 2011.       | Da-bar                            | Norah |                                 |
| 2011        | Poput ludila                      | Sam |                                 |
| 2011.       | X-Men: Prva generacija            | Raven Darkholme / Mystique |                                 |
| 2012.       | Kuća na kraju ulice               | Elissa |                                 |
| 2012.       | Igre gladi                        | Katniss Everdeen |                                 |
| 2013.       | Igre gladi: Plamen                | Katniss Everdeen |                                 |
| 2013.       | U dobru i u zlu                   | Tiffany |                                 |
| 2014.       | Serena                            | Serena Pemberton | postprodukcija                  |
| 2014.       | X-Men: Dani buduće prošlosti      | Raven Darkholme / Mystique |                                 |
| 2014.       | Igre gladi: Šojka rugalica 1.dio  | Katniss Everdeen |                                 |
| 2015.       | Igre gladi: Šojka rugalica 2. dio | Katniss Everdeen |                                 |
| 2016.       | Putnici                           | Aurora Lane |                                 |
| 2018.       | Crveni vrabac                     | Dominika Egorova Nedovršeni članak Jennifer Lawrence koji govori o filmskom glumcu treba dopuniti. Dopunite ga prema pravilima Wikipedije. |                                 |